# Francisco Fraile García
Francisco Antonio Fraile García (Huajuapan de León, Oaxaca; 19 de septiembre de 1948) es un político mexicano, miembro del Partido Acción Nacional.
Es licenciado en Administración de Empresas por la Universidad Autónoma de Puebla y licenciado en Derecho Administrativo por Centro Universitario Irlandés (cum laude). Tiene un diploma en  Campañas Electorales por la Universidad Autónoma de Puebla y cursos en Administración, Fiscal, Relaciones Laborales y Organización Estratégica.

## Publicaciones
- Puebla, noviembre 92: sufragio ¿Efectivo?

- Cristo, el Señor de los Corazones
- Hacia una participación democrática

- Y los obreros ¿Qué?

- Bien y de Buenas, Ideario Político

- La correspondencia del diablo

## Experiencia Profesional. Administración Pública y Poder Legislativo
- Regidor del Ayuntamiento de Puebla (1996 a 1998)

- Diputado local  (1998 al 2000)

- Diputado federal (2006 – 2009)

- Comisiones a en las que participó como diputado: Trabajo y Previsión Social, Asuntos Indígenas, Especial  para  Investigar  los  Hechos  ocurridos  en  San  Andrés Azumiatla, Puebla.

- Senador del PAN por el estado de Puebla a la LVIII y LIX Legislaturas,

(solicitó licencia el 4 de agosto de 2004 para contender como Candidato del Partido Acción Nacional a la Gubernatura del estado de Puebla, reincorporándose a sus funciones legislativas el 23 de noviembre del mismo año).
- Comisiones a en las que participó como senador: Comisión de Trabajo y Previsión Social (Secretario), Comisión de Ciencia y Tecnología, Comisión de Asuntos Indígenas,Comisión de Vivienda, Comisión  Bicameral  de  Control  y  Evaluación  de  las  Políticas  y Acciones Vinculadas con la Seguridad Nacional.

- Diputado federal (2006 – 2009)

- Delegado del Instituto Mexicano del Seguro Social en Puebla (2009 – 2013)

Tomando la delegación en los últimos lugares y llevándola en el 2012 al segundo lugar nacional en el rankin de delegaciones.

## Comisiones en la Cámara de Diputados
- Presidente de la Comisión Especial de Apoyo a los Festejos del Bicentenario de la Independencia y Centenario de la Revolución Mexicana de la Cámara de Diputados.

- Presidente de la Comisión Bicamaral de  Concordia  y Pacificación de la Cámara de Diputados.

- Presidente del Consejo de Desarrollo Humano del Grupo Parlamentario del PAN

## Experiencia Profesional. Sector privado
- Director de la empresa Comercializadora Fraile-Marín S.A. de C.V. Desde 1968 a la fecha.

- Fundador, Presidente y Vicepresidente del Colegio Nacional de Licenciados en Administración de Empresas de 1977 a 1979.

- Presidente del Comité Permanente Ciudadano (1980-1985).

## Actividades Políticas
- Miembro activo del PAN desde 1974.

- Secretario de Afiliación del Comité Directivo Estatal (1985-1986).

- Secretario  de  Acción  Electoral  del  Comité  Directivo  Estatal  (1986- 1987).

- Presidente del Comité Directivo Estatal (1987-1995).

- Consejero Nacional del PAN desde 1982.

- Consejero Estatal Vitalicio del PAN en el Estado de Puebla

- Coordinador regional del Comité Ejecutivo Nacional del PAN en los estados de Puebla, Tlaxcala y Veracruz (2003-2006)

- Coordinador del Estado de Puebla de la campaña a la Presidencia de la República del Lic. Felipe Calderón Hinojosa (2006).

- Candidato a la Gubernatura del estado de Puebla (2004).

- Precandidato a presidente municipal de Puebla (2007)

## Experiencia como catedrático
- Catedrático de la Universidad Popular Autónoma de Puebla (1982-1990) Impartiendo la materia de Ciencias Políticas e Historia de México.
- Catedrático de la Benemérita Universidad Autónoma de Puebla (1979-1982) Impartiendo la materia de Sociología.
- Ponente en diversos foros como senador y diputado local y federal a nivel nacional e internacional.